# Sharpie (stylo-feutre)
Pour les articles homonymes, voir Sharpie.

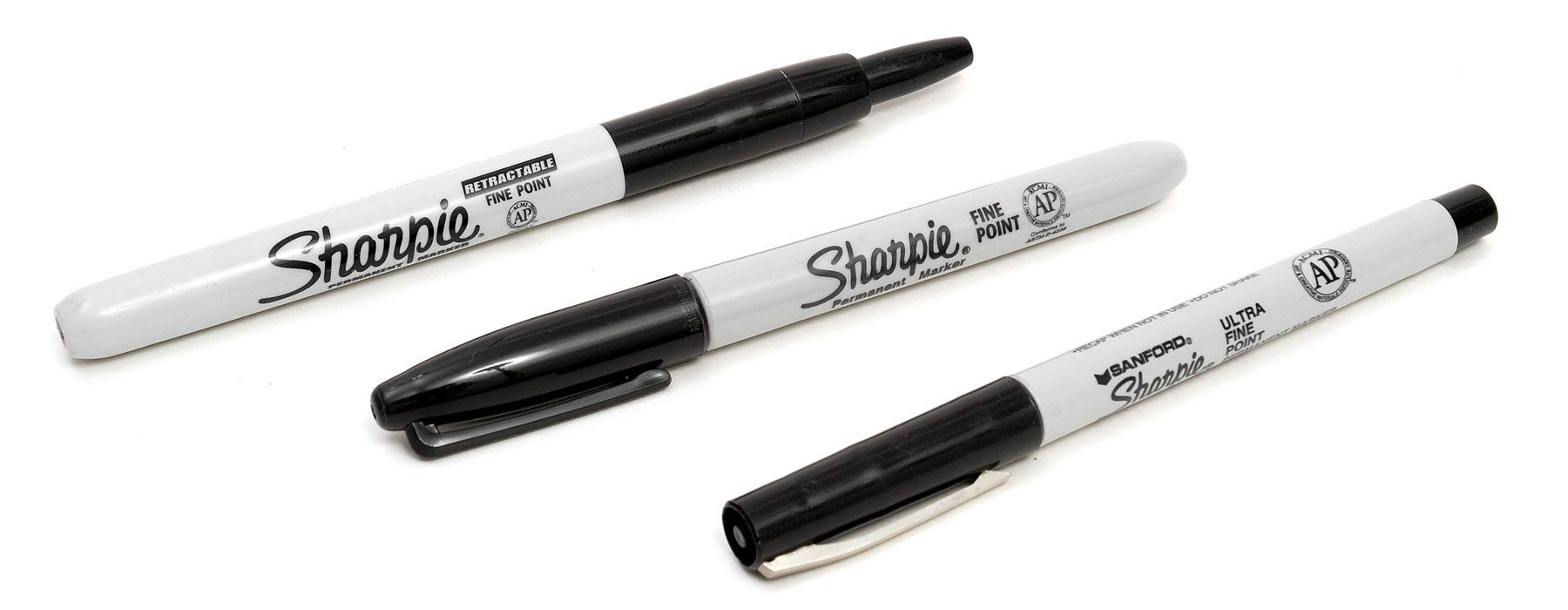
Marqueurs Sharpie.

Sharpie est une marque déposée d'instruments d'écriture (stylos marqueurs principalement) dont les produits sont vendus dans plus de 20 pays. 
À l'origine, ce nom désignait un seul marqueur permanent, aujourd'hui la marque Sharpie s'est largement répandue et offre une variété de stylos différents permanents ou non permanents ainsi que des marqueurs précédemment commercialisés sous d'autres marques. 
Sharpie appartient au conglomérat américain Newell Brands.

## Histoire
« Sharpie » était originellement le nom désignant un marqueur permanent lancé en 1964 par la Mason Sargent Ink Company. Le Sharpie est devenu le premier marqueur permanent qui servait de stylo.
En 1992, Sharpie a été acheté par The Newell Compagny (dénommé ultérieurement Newell Rubbermaid) en tant que partie de Sanford, un grand manufacturier d'instruments pour écrire.
En 2004, Sharpie a lancé une nouvelle série de marqueurs dotés d'une pointe rétractable plutôt que d'un capuchon. Les marqueurs Sharpie Paint ont également été introduits.
En 2005, la populaire compagnie de marqueurs Accent highlighter est devenue une branche de la compagnie Sharpie. Une nouvelle version de marqueurs Sharpie appelés Sharpie Mini voit le jour, ils font la moitié de la taille du Sharpie régulier et sont équipés d'une attache permettant de l'accrocher à un porte-clés.
En 2002, 200 millions de Sharpie avait été vendus à travers le monde. Ils sont fabriqués à Shelbyville au Tennessee.
Lors de l'élection présidentielle américaine de 2020, l'utilisation de Sharpies dans les bureaux de vote de l'Arizona a été commentée dans le cadre d'une interprétation complotiste du résultat de ces élections, selon laquelle elle était destinée à les rendre illisibles par des machines. 